# 1947 في الولايات المتحدة
فيما يلي قوائم الأحداث التي وقعت خلال عام 1947 في الولايات المتحدة.

## أحداث
- 24 أكتوبر – الخطوط الجوية المتحدة الرحلة 608

## سياسة

### تعيين في المنصب
- 1 يناير – توماس جي. مابري حاكم نيومكسيكو [الإنجليزية]‏.
- 1 يناير – جوزف لاوتن كولينز نائب رئيس أركان جيش الولايات المتحدة [الإنجليزية]‏.
- 1 يناير – روبرت بيرد عضو مجلس مندوبي فرجينيا الغربية ‏.
- 1 يناير – وودرو جونز عضو مجلس نواب كارولينا الشمالية.
- 3 يناير – جوزيف مكارثي عضو مجلس الشيوخ الأمريكي.
- 3 يناير – جون كينيدي عضو مجلس النواب الأمريكي.
- 3 يناير – ريتشارد نيكسون عضو مجلس النواب الأمريكي.
- 3 يناير – هنري كابوت لودج الابن عضو مجلس الشيوخ الأمريكي.
- 3 يناير – هيل بوغز عضو مجلس النواب الأمريكي.
- 7 يناير – جورج تيودور ميكلسون حاكم داكوتا الجنوبية [الإنجليزية]‏.
- 9 يناير – إرنست جورج جيبسون حاكم فيرمونت [الإنجليزية]‏.
- 21 يناير – جورج مارشال وزير الخارجية الأمريكي.
- 21 يناير – جيمس هندرسون داف حاكم ولاية بنسلفانيا [الإنجليزية]‏.
- 21 يناير – ستروم ثورموند حاكم كارولينا الجنوبية [الإنجليزية]‏.
- 19 يوليو – كينيث كليبورن رويال وزير حرب الولايات المتحدة،وزير الجيش الأمريكي [الإنجليزية]‏.
- 17 سبتمبر – جيمس فورستال وزير الدفاع الأمريكي.

### انتهاء فترة المنصب
- 1 يناير – هاري فرانسيس كيلي حاكم ميشيغان [الإنجليزية]‏.
- 3 يناير – شيرمان آدمز عضو مجلس النواب الأمريكي.
- 3 يناير – كينغسلي أيه تافت عضو مجلس الشيوخ الأمريكي.
- 13 يناير – روبرت ص . كير حاكم أوكلاهوما [الإنجليزية]‏.
- 21 يناير – جيمس بيرنز وزير الخارجية الأمريكي.
- 21 يناير – جيمس هندرسون داف Pennsylvania Attorney General [الإنجليزية]‏.
- 17 سبتمبر – جيمس فورستال الأمين العام.
- 18 سبتمبر – كينيث كليبورن رويال وزير حرب الولايات المتحدة.
- 15 ديسمبر – شيستر نيمتز رئيس العمليات البحرية.

## ظهور
- 1 يناير – الملحق الدوري لمدارات الكويكبات
- 1 يناير – عربة اسمها الرغبة

## أفلام
من الأفلام التي صدرت هذه السنة في الولايات المتحدة:
- 1 يناير – أم ترتدي السراويل الضيقة من إخراج والتر لانغ.
- 1 يناير – ابنة المزارع من إخراج إتش س. بوتير.
- 1 يناير – اتفاقية الشرف من إخراج إيليا كازان.
- 1 يناير – العازب وبوبي سوكسر من إخراج إرفينغ ريس، Dore Schary [الإنجليزية]‏.
- 1 يناير – تبادل إطلاق النار من إخراج إدوارد دميتريك.
- 1 يناير – جرين دولفين ستريت من إخراج Victor Saville [الإنجليزية]‏.
- 1 يناير – معجزة في شارع 34 من إخراج جورج سيتون.
- 11 أبريل – السيد فيردو من إخراج تشارلي تشابلن.
- 9 ديسمبر – زوجة الأسقف من إخراج هنري كوستر.
- 20 ديسمبر – إنها حياة رائعة من إخراج فرانك كابرا.
- 25 ديسمبر – حياة مزدوجة من إخراج جورج كوكور.

## كتب
من الكتب التي صدرت هذه السنة في الولايات المتحدة:
- 1 يناير – اللؤلؤة من تأليف جون ستاينبيك.
- 1 يناير – جدل التنوير من تأليف تيودور أدورنو، ماكس هوركهايمر.
- 1 يناير – دكتور فاوستوس من تأليف توماس مان.

## مواليد

### يناير
- 1 يناير – آرثر بورغاردت ممثل أمريكي.
- 1 يناير – باربرا س جونز
- 1 يناير – بيتر سينجي
- 1 يناير – جاكي ريتشاردسون
- 1 يناير – جون كورزاين سياسي أمريكي.
- 1 يناير – جين ساسون كاتب أمريكي.
- 1 يناير – ديانا هندركس سيدة أعمال من الولايات المتحدة الأمريكية.
- 1 يناير – روبرت سوانسون
- 1 يناير – ساندي إنجراهام
- 1 يناير – فريد ديلوكا
- 1 يناير – فيكي فونك عالمة نبات من الولايات المتحدة الأمريكية.
- 1 يناير – مارجي آدم
- 3 يناير – تيد ألفيلن لاعب كرة قدم أمريكي.
- 5 يناير – ريك مونت لاعب كرة سلة أمريكي.
- 6 يناير – هوارد جورجي فيزيائي أمريكي.
- 13 يناير – آرت هاريس لاعب كرة سلة أمريكي.
- 14 يناير – بيفرلي بيرديو
- 15 يناير – أندريا مارتن
- 15 يناير – مارتن تشالفي
- 21 يناير – جوزيف نيكولوسي
- 23 يناير – توم كاربر سياسي أمريكي.
- 24 يناير – ميتشيو كاكو عالم فيزياء نظرية.
- 26 يناير – مارك دايتون سياسي أمريكي.
- 28 يناير – غريغ سميث لاعب كرة سلة من الولايات المتحدة الأمريكية.
- 29 يناير – ليندا باك
- 31 يناير – جوناثان بانكس ممثل أمريكي.
- 31 يناير – ديك غاريت لاعب كرة سلة أمريكي.

### فبراير
- 2 فبراير – فرح فاوست ممثلة أمريكية.
- 3 فبراير – بول أوستر
- 4 فبراير – دان كويل سياسي أمريكي.
- 4 فبراير – لي وينفيلد
- 6 فبراير – تشارلز هيكوكس سباح أمريكي.
- 7 فبراير – واين ألوين
- 8 فبراير – جون رول
- 10 فبراير – وليام جيه مارتيني سياسي أمريكي.
- 13 فبراير – ستيفن هادلي
- 15 فبراير – جون آدامز
- 20 فبراير – جون سي ماكسويل مؤلف أمريكي وراعي كنيسة.
- 24 فبراير – إدوارد جيمس أولموس ممثل ومخرج أمريكي.
- 24 فبراير – مايك فراتيلو
- 25 فبراير – العداء لي ايفانز عداء سرعة من الولايات المتحدة الأمريكية.
- 27 فبراير – آلان غوث
- 27 فبراير – ويل جونز لاعب كرة سلة أمريكي.

### مارس
- 3 مارس – ويلي وايس لاعب كرة سلة أمريكي.
- 6 مارس – روب راينر ممثل ومخرج أمريكي.
- 7 مارس – أولي تايلور لاعب كرة سلة أمريكي.
- 8 مارس – مايكل سترن هارت مؤسس مشروع غوتنبرغ.
- 12 مارس – ميت رومني سياسي أمريكي.
- 15 مارس – راي كودر
- 15 مارس – فيديريكو بينيا سياسي من الولايات المتحدة الأمريكية.
- 19 مارس – غلين كلوز ممثلة أمريكية.
- 22 مارس – بوب بورتمان لاعب كرة سلة أمريكي.
- 22 مارس – جيمس باترسون مؤلف أمريكي.
- 22 مارس – لامار غرين لاعب كرة سلة من الولايات المتحدة الأمريكية.
- 23 مارس – ديان ساندز سياسية أمريكية.
- 24 مارس – آلان فايسمان كاتب أمريكي.
- 24 مارس – كريستين غريغوري سياسية أمريكية.
- 27 مارس – توم سوليفان مغني أمريكي.
- 29 مارس – روبرت جوردون
- 31 مارس – كليفورد إل ستانلي ضابط من الولايات المتحدة الأمريكية.

### أبريل
- 1 أبريل – نورم فان لير لاعب كرة سلة أمريكي.
- 3 أبريل – بيلي هايز
- 6 أبريل – جون راتزنبرجر
- 7 أبريل – ريتشارد ليفين اقتصادي من الولايات المتحدة الأمريكية.
- 8 أبريل – روبرت كيوساكي
- 12 أبريل – توم كلانسي مؤلف أمريكي.
- 12 أبريل – ديفيد ليترمان
- 12 أبريل – لاري كانون لاعب كرة سلة أمريكي.
- 15 أبريل – روي رايموند رائد أعمال من الولايات المتحدة الأمريكية.
- 16 أبريل – فرانك هامبلن
- 16 أبريل – كريم عبد الجبار لاعب كرة سلة أمريكي.
- 18 أبريل – جيمس وودز
- 21 أبريل – إيغي بوب
- 21 أبريل – باربرا بارك
- 24 أبريل – روجر كورنبيرغ كيميائي أمريكي.
- 25 أبريل – جيفري دمان ممثل أمريكي.

### مايو
- 4 مايو – ريتشارد جينكينز
- 5 مايو – بوتش بيرد
- 6 مايو – رونالد ريفست
- 6 مايو – مارثا نوسباوم فيلسوفة أمريكية.
- 7 مايو – غاري ريتشارد هيربرت سياسي أمريكي.
- 8 مايو – روبرت هورفيتز
- 10 مايو – أندرو كارد سياسي من الولايات المتحدة الأمريكية.
- 10 مايو – غريغ ويتمان لاعب كرة سلة من الولايات المتحدة الأمريكية.
- 10 مايو – لين دان مدربة كرة سلة من الولايات المتحدة الأمريكية.
- 20 مايو – نانسي فريزر فيلسوفة أمريكية.
- 23 مايو – مايكل بورتر
- 25 مايو – كاثرين وولف عالمة نفس وخبيرة في مجال التفاعل الإنساني الحاسوبي.
- 29 مايو – أنتوني جيري ممثل أمريكي.

### يونيو
- 4 يونيو – سول مامبي ملاكم من الولايات المتحدة الأمريكية.
- 6 يونيو – روبرت انجلوند
- 8 يونيو – إريك فيشاوس
- 15 يونيو – جون بريسكر لاعب كرة سلة أمريكي.
- 19 يونيو – جورج إي جونسون لاعب كرة سلة أمريكي.
- 19 يونيو – ستيف ريان ممثل أمريكي.
- 20 يونيو – كاندي كلارك
- 21 يونيو – مايكل غروس ممثل أمريكي.
- 21 يونيو – ميريديث باكستر ممثلة أمريكية.
- 22 يونيو – بيت مارافيتش لاعب كرة سلة أمريكي.
- 24 يونيو – بيتر ويلر ممثل أمريكي.
- 28 يونيو – لورا تايسون
- 29 يونيو – روبرت الد

### يوليو
- 2 يوليو – لاري ديفيد
- 3 يوليو – بيتي باكلي
- 3 يوليو – مايك بيرتون سباح أمريكي.
- 5 يوليو – أندرو باسيفيتش
- 5 يوليو – تود أكين سياسي أمريكي.
- 6 يوليو – شيلي هاك ممثلة أمريكية.
- 7 يوليو – جون وارن لاعب كرة سلة من الولايات المتحدة الأمريكية.
- 7 يوليو – ريك روبرسون لاعب كرة سلة أمريكي.
- 8 يوليو – شاندلير هيل ممثل من الولايات المتحدة الأمريكية.
- 9 يوليو – أو جاي سيمبسون
- 10 يوليو – كليف ميلي لاعب كرة سلة أمريكي.
- 12 يوليو – جاسبر ويلسون لاعب كرة سلة أمريكي.
- 15 يوليو – ليديا ديفيس كاتب أمريكي.
- 16 يوليو – ألكسيس هيرمان سياسية أمريكية.
- 16 يوليو – جوان تشيسيمارد كاتبة سير ذاتية من الولايات المتحدة الأمريكية.
- 16 يوليو – روبرت ليبرمان مخرج أفلام أمريكي.
- 18 يوليو – ستيف فوربس سياسي أمريكي.
- 22 يوليو – ألبيرت بروكس
- 23 يوليو – لاري مانيتي
- 27 يوليو – ماك كالفين
- 28 يوليو – سالي ستروثرز
- 29 يوليو – دينيس ستيوارت ممثل أمريكي.
- 29 يوليو – ستان كرونكي رائد أعمال من الولايات المتحدة الأمريكية.
- 30 يوليو – وليام أثرتون ممثل أمريكي.
- 31 يوليو – جو ويلسون سياسي أمريكي.

### أغسطس
- 1 أغسطس – إميليو م غارزا قاضي أمريكي.
- 8 أغسطس – ويلي نوروود لاعب كرة سلة أمريكي.
- 11 أغسطس – ستيوارت جوردون
- 13 أغسطس – جريتشين كوربيت ممثلة أمريكية.
- 13 أغسطس – جوستوس ثيغبين لاعب كرة سلة أمريكي.
- 14 أغسطس – دانيال ستيل روائي أمريكي.
- 15 أغسطس – جون أرثرز
- 15 أغسطس – سوني كارتر رائد فضاء أمريكي.
- 18 أغسطس – باول يول
- 21 أغسطس – لوسيوس شيبرد
- 22 أغسطس – جيمس رامبوغ
- 24 أغسطس – آن ارتشر ممثلة أمريكية.
- 24 أغسطس – جو مانشين سياسي من الولايات المتحدة الأمريكية.
- 26 أغسطس – بيل بانتينغ لاعب كرة سلة أمريكي.
- 27 أغسطس – برباره باخ
- 27 أغسطس – هاري ريمز
- 28 أغسطس – تيري دريسكول لاعب كرة سلة من الولايات المتحدة الأمريكية.
- 29 أغسطس – إريك واينبرغ
- 29 أغسطس – بوب لوتز لاعب كرة مضرب من الولايات المتحدة.
- 29 أغسطس – تمبل جراندين
- 30 أغسطس – بيلي كيلر لاعب كرة سلة أمريكي.
- 31 أغسطس – مونا مارشال

### سبتمبر
- 6 سبتمبر – جون كلاين سياسي أمريكي.
- 6 سبتمبر – جين كورتين
- 15 سبتمبر – بوب جريسين لاعب كرة سلة أمريكي.
- 15 سبتمبر – تيودور لونغ
- 18 سبتمبر – دريو جلبن فوست
- 19 سبتمبر – براين هيل
- 21 سبتمبر – ستيفن كينغ مؤلف أمريكي.
- 21 سبتمبر – مارشا نورمان
- 21 سبتمبر – نيك كاسل
- 22 سبتمبر – بيري كروسوهيتي لاعب كرة سلة أسترالي.
- 23 سبتمبر – ماري كاي بلايس ممثلة أمريكية.
- 26 سبتمبر – لوسيوس ألين لاعب كرة سلة أمريكي.
- 26 سبتمبر – لين أندرسون
- 27 سبتمبر – ميت لوف
- 29 سبتمبر – مارتن فيريرو ممثل أمريكي.

### أكتوبر
- 1 أكتوبر – ستيفن كولينز
- 13 أكتوبر – بريان شارات
- 16 أكتوبر – ديفيد زاكر
- 18 أكتوبر – جو مورتون ممثل أمريكي.
- 18 أكتوبر – جون جونسون لاعب كرة سلة أمريكي.
- 22 أكتوبر – هايلي باربر
- 24 أكتوبر – كيفين كلاين ممثل أمريكي.
- 26 أكتوبر – هيلاري كلينتون وزيرة الخارجية الأمريكية السابقة، والسيدة الأولى للولايات المتحدة الأمريكية.
- 27 أكتوبر – تيري أندرسون سياسي أمريكي.
- 29 أكتوبر – ريتشارد درايفوس ممثل أمريكي.
- 30 أكتوبر – كيث سواجيرتي

### نوفمبر
- 1 نوفمبر – كلارنس غلوفر لاعب كرة سلة أمريكي.
- 3 نوفمبر – بوب أرنزن
- 6 نوفمبر – ستيف كوبيرسكي لاعب كرة سلة أمريكي.
- 6 نوفمبر – هنري سيسنيروس سياسي من الولايات المتحدة الأمريكية.
- 8 نوفمبر – مارغريت ريا سيدون
- 9 نوفمبر – روبرت ديفيد هول ممثل أمريكي.
- 13 نوفمبر – أموري لوفينز فيزيائي أمريكي.
- 13 نوفمبر – جو مانتيجنا
- 15 نوفمبر – بوب داندريدج
- 15 نوفمبر – بيل ريتشاردسون سياسي أمريكي.
- 15 نوفمبر – غريغوري تشايتين
- 16 نوفمبر – ديفيد باترسون
- 17 نوفمبر – بيل لانكستر كاتب سيناريو أمريكي.
- 18 نوفمبر – رون آدامز
- 20 نوفمبر – غاري زيلر لاعب كرة سلة أمريكي.
- 24 نوفمبر – دوايت شولتز ممثل أمريكي.
- 27 نوفمبر – دون آدامز لاعب كرة سلة من الولايات المتحدة الأمريكية.
- 28 نوفمبر – ديك موريس
- 29 نوفمبر – جورج تومسون لاعب كرة سلة من الولايات المتحدة الأمريكية.
- 30 نوفمبر – جود سيكوليلا ممثل أمريكي.

### ديسمبر
- 8 ديسمبر – توماس تشيك
- 8 ديسمبر – غريغ ألمان
- 8 ديسمبر – مارغريت جيلر عالمة فلك أمريكية.
- 9 ديسمبر – ستيفن هول مهندس معماري أمريكي.
- 14 ديسمبر – جون ميرشايمر
- 16 ديسمبر – روبرت كيرمان ممثل أمريكي.
- 17 ديسمبر – ويس ستودي
- 19 ديسمبر – روبرت كيميت دبلوماسي من الولايات المتحدة الأمريكية.
- 26 ديسمبر – جيمس ت. كونواي ضابط من الولايات المتحدة الأمريكية.
- 29 ديسمبر – تيد دانسون
- 30 ديسمبر – ستيف ميكس
- 31 ديسمبر – تيم ماثيسون

### تاريخ غير معروف
- ريموند إل. رودريجيز عالم وراثة.

## وفيات

### يناير
- 11 يناير – لين جوزيف فريزر (مواليد 1874) سياسي أمريكي.
- 15 يناير – داليا السوداء (مواليد 1924)
- 20 يناير – جوش جيبسون (مواليد 1911) لاعب بيسبول أمريكي.
- 25 يناير – آل كابوني (مواليد 1899)
- 26 يناير – غريس مور (مواليد 1898)
- 27 يناير – إلياس أبو شبكة (مواليد 1903) صحفي من الولايات المتحدة الأمريكية.
- 27 يناير – بول هاريس (مواليد 1868) محامي أمريكي.

### فبراير
- 4 فبراير – باك كونورس (مواليد 1880) ممثل من الولايات المتحدة الأمريكية.
- 19 فبراير – جيمس دبليو باجلي (مواليد 1881) مصور أمريكي.

### مارس
- 2 مايو – وليام مولتون مارستون (مواليد 1893) عالم نفس أمريكي.
- 7 مارس – ستيوارت تريتلي (مواليد 1871) لاعب كرة مضرب من الولايات المتحدة الأمريكية.
- 12 مارس – وينستون تشرشل (مواليد 1871) روائي أمريكي.
- 18 مارس – ويليام دورانت (مواليد 1861) رائد أعمال من الولايات المتحدة الأمريكية.
- 29 مارس – ويليام سكوت (مواليد 1858)

### أبريل
- 7 أبريل – هنري فورد (مواليد 1863) سياسي أمريكي.
- 18 أبريل – بيني ليونارد (مواليد 1896) ملاكم من الولايات المتحدة الأمريكية.
- 24 أبريل – ويلا كاثر (مواليد 1873)
- 29 أبريل – إيرفينج فيشر (مواليد 1867) عالم اقتصاد من الولايات المتحدة.

### مايو
- 2 مايو – وليام مولتون مارستون (مواليد 1893) عالم نفس أمريكي.
- 3 مايو – هاري هولمان (مواليد 1872)
- 9 مايو – سام نيل (مواليد 1875) لاعب كرة مضرب أمريكي.
- 10 مايو – إروين هينكلي بربور جيولوجي وعالم حفريات أمريكي ولد (5 أبريل 1856).
- 15 مايو – جون أرلدج (مواليد 1906) ممثل أمريكي.
- 25 مايو – جلين ألان ميليكان (مواليد 1906)
- 31 مايو – أدريان أميس (مواليد 1907) ممثلة أمريكية.

### يونيو
- 11 يونيو – وليام آر قرين (مواليد 1856) سياسي أمريكي.
- 20 يونيو – هوارد مسون غور (مواليد 1877) سياسي أمريكي.
- 20 يونيو – ويلفريد هدسون أوزغود (مواليد 1875)
- 25 يونيو – جيمي دويل (مواليد 1924) ملاكم من الولايات المتحدة الأمريكية.
- 28 يونيو – غونري شريفير (مواليد 1879) لاعب رماية من الولايات المتحدة الأمريكية.

### يوليو
- 19 يوليو – روبرت لاثام أوين (مواليد 1856) سياسي أمريكي.
- 28 يوليو – روبرت هومانز (مواليد 1877)

### سبتمبر
- 1 سبتمبر – فريدريك روسل بورنهام (مواليد 1861)
- 21 سبتمبر – هاري كاري (مواليد 1878)
- 28 سبتمبر – وليام بي ديفيدسون (مواليد 1888) ممثل من الولايات المتحدة الأمريكية.

### أكتوبر
- 12 أكتوبر – جيمس فارلي (مواليد 1882) ممثل أمريكي.
- 17 أكتوبر – آرثر ماستيك هايد (مواليد 1877) سياسي أمريكي.
- 17 أكتوبر – جون هاليداي (مواليد 1880)
- 29 أكتوبر – فرانسيس كليفلاند (مواليد 1864) سياسية من الولايات المتحدة الأمريكية.

### نوفمبر
- 1 نوفمبر – إدوين بي فيشر (مواليد 1873) لاعب كرة مضرب أمريكي.

### ديسمبر
- 7 ديسمبر – نيكولاس موراي باتلر (مواليد 1862) سياسي أمريكي.
- 13 ديسمبر – إدي ستورجيس (مواليد 1881)
- 22 ديسمبر – كريغ بيدل (مواليد 1879) لاعب كرة مضرب من الولايات المتحدة.
- 24 ديسمبر – كليمنت كالهون يونغ (مواليد 1869) سياسي من الولايات المتحدة الأمريكية.